# 矢田坐久志玉比古神社

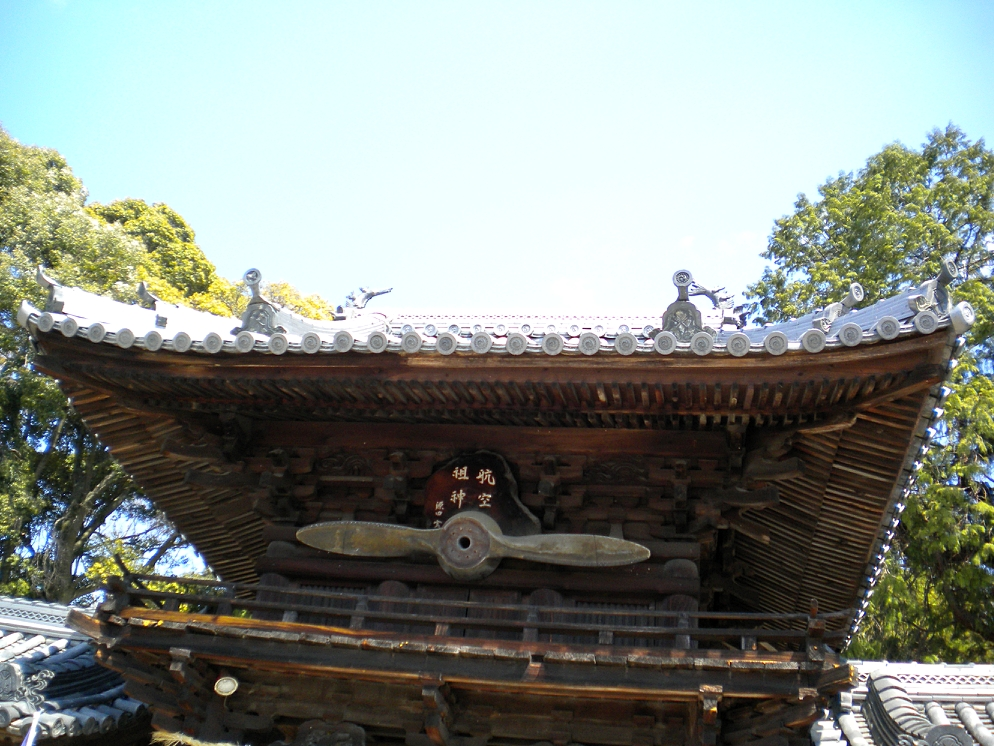
楼門に奉納されているプロペラ

矢田坐久志玉比古神社（やたにいますくしたまひこじんじゃ）は、奈良県大和郡山市矢田町にある神社。大社に列せられる式内社で、旧社格は県社。別名、矢落（やおち）神社、矢落明神と呼ばれる。

## 祭神
- 主祭神 - 久志玉比古神（櫛玉饒速日命）、御炊屋姫命

## 歴史
当社の詳しい創建年代は不明であるが、当社の祭神である櫛玉饒速日命は、天磐船に乗って空を飛んだと先代旧事本紀に記されている。その際に櫛玉饒速日神が天から放った2本目の矢が落ちた所に当社が建てられたとされている。また、これによってこの地を矢田というようになったという。
『新抄格勅符抄』大同元年（806年）の諸社神封の条には「矢田神二戸 大和」とあり、当社はそれ以前から建立されていた古社であることがわかる。なお、仁徳天皇の皇后である矢田皇女はこの地方の出身と考えられている。
当社は、当地方最大の古社として創建より6世紀前半までは畿内随一の名社として栄えたとされている。また、延喜式神名帳に記載されている大和国添下郡十座の筆頭社で式内大社である。
1879年（明治12年）の神社明細帳では当社の祭神は天太玉命となっている。どうやら明治政府の圧力で40年程天太玉命を祀らされたらようである。
明治時代に郷社に列せられているが、1938年（昭和13年）10月には県社に格上げされている。
櫛玉饒速日命が天磐船に乗って空を飛んだとの故事により、櫛玉饒速日命は航空祖神として崇められており毎年9月20日には航空祭が行われている。楼門の上層部にはかつて戦闘機に使用されていたというプロペラが奉納され、飾られている。
境内には二之矢塚がある。また、この地こそ邪馬台国であるという説もある。

## 境内
- 本殿（重要文化財） - 室町時代初期の再建。一間社春日造、檜皮葺[5]。
- 神門
- 拝殿
- 二之矢塚
- 楼門
- 社務所

### 摂末社
- 八幡神社（重要文化財） - 祭神：誉田別命。室町時代中期の再建[5]。
- 若宮神社 - 祭神：宇摩志麻治命、天照皇大神、弥都波能賣神
- 境外社 
  - 主人（ぬしと）神社 - 祭神：饒速日命、御炊屋姫命。または御炊屋姫命、天比理刀咩命（あめのひりとめのみこと）の説があるが、天比理刀咩命は明治政府による圧力で一時期に祀られていただけのようである。境外社であるとともに御旅所でもある。御旅所でもあったことを鑑みると、饒速日命、御炊屋姫命の二座のようである[6]。
  - 八阪神社：祭神：須佐之男命。現在は独立している。

## 文化財

### 重要文化財
- 矢田坐久志玉比古神社 2棟[7]
  - 本殿
  - 末社八幡神社社殿

## 祭事
- 9月20日 - 航空祭
- 10月9日、10日 - 例祭

## 所在地
- 奈良県大和郡山市矢田町965

## アクセス
- 近鉄橿原線 近鉄郡山駅からバス「大和小泉駅東口」行き、または「矢田寺前」行きに乗車し「横山口」で下車後、徒歩約6分。